# Primus pilus
Primus pilus (letterlijk "De Eerste Speerman") was in het Romeinse leger de bevelhebbende centurio van het eerste cohort en de oudste centurio van het hele legioen.
Wanneer de Primus Pilus afzwaaide kreeg hij gegarandeerd toegang tot de klasse van Equites. Hij kreeg 60 keer het basissalaris. Zijn rang is vergelijkbaar met de moderne majoor, maar van de hoogste orde.